# Diaramana
Diaramana is een gemeente (commune) in de regio Ségou in Mali. De gemeente telt 20.000 inwoners (2009).
De gemeente bestaat uit de volgende plaatsen:
- Diaramana
- Farakala
- Forosso
- Gouéntiosso
- Kaciensso
- Massadougou
- Ouéntéguélé
- Sanso
- Sanzana
- Sogresso
- Sopesso
- Soyesso
- Tounto
- Wontosso
- Ziesso